# Liga Hanseática

A Liga Hanseática em 1400.

A Liga Hanseática (em Alto alemão, die Hanse, que significa "banda" ou "tropa") foi uma aliança de cidades mercantis do Mar do Norte e do Mar Báltico — alemãs ou de influência alemã — que estabeleceu e manteve um monopólio comercial sobre quase todo norte da Europa e Báltico, em fins da Idade Média e começo da Idade Moderna (entre os séculos XII e XVII). Abrangeu cerca de 100 cidades, tendo Lubeque como centro. De início com caráter essencialmente econômico, desdobrou-se posteriormente numa aliança política.
Do Norte da Europa era exportado peixe seco, trigo, madeira, ferro, cobre, sal, lã e peles. De volta eram trazidos tecidos, vinho, sal e especiarias. A rede comercial da Hansa abrangia o eixo Novgorod-Reval-Lübeck-Hamburgo-Bruges-Londres, e estava ligada às esferas comerciais de Veneza e de Génova, no Sul da Europa.
Com os descobrimentos marítimos de Portugal e Espanha — sobretudo a descoberta da América e a descoberta do caminho marítimo para a Índia, nos séc. XV e XVI, o comércio mundial procurou outras rotas, tendo então a Hansa entrado em declínio, até desaparecer no séc. XVII.

## A Hansa de Gotlândia

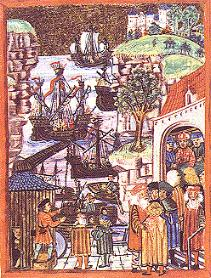
Liga Hanseática.

Nos finais do século XII e inícios do século XIII foram criadas no norte da Alemanha e em redor do mar Báltico diversas cidades: Lubeca (em 1158), Rostoque, Wismar, Stralsund, Estetino, Gdańsk, Elbing. Dentro de todas essas vilas, a burguesia instalou-se rapidamente no poder.
Os mercadores dessas cidades tentaram imediatamente comercializar com Gotlândia, visto que Henrique, o Leão havia feito paz em 1161. Estes mercadores, procedentes de Lubeca, das vilas vestfalianas e saxónicas elegiam quatro anciães (um por Visby, um por Lubeca, um por Soest e outro por Dortmund) que exerciam a justiça e representavam-nos no exterior. A actividade desses representantes estendeu-se rapidamente para além de Gotlândia, chegando até Novgorod — um verdadeiro ponto de encontro entre as civilizações orientais e ocidentais, onde criaram um estabelecimento próprio, o Peterhof. Estes mercadores penetraram também na Escandinávia (a feira de Escânia tornou-se num eixo central do comércio hanseático), na Inglaterra (onde eles foram oficialmente reunidos em 1281 numa única hansa da Alemanha) e nos Países Baixos (onde a condessa de Flandres, Margarida II, lhes concedeu privilégios fundamentais em 1252 e 1253).
É importante lembrar que foi nesta primeira associação embrionária que os privilégios e princípios fundamentais da Liga Hanseática foram aplicados.
Pode-se datar a passagem da Hansa dos mercadores a Hansa das cidades em 1280, quando uma operação contra Bruges foi organizada com o objetivo de proteger os privilégios adquiridos (seguida em 1284 do mesmo tipo de operação contra a Noruega).

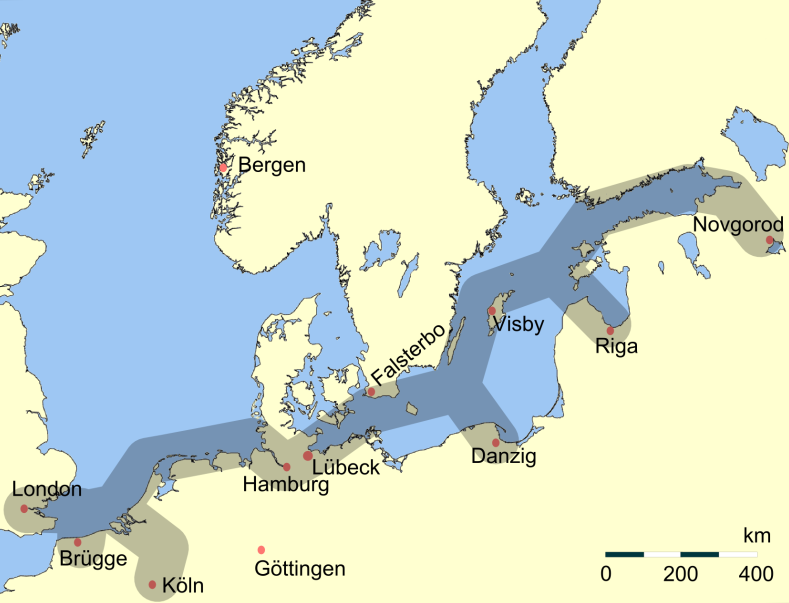
Principais rotas comerciais da Liga Hanseática — o eixo Novgorod-Reval-Lübeck-Hamburgo-Bruges-Londres.

## A Hansa das cidades
Em 1141 ocorreu a associação — a Hansa Teutônica — entre as cidades de Hamburgo e Lubeque, que inspirou diversas outras associações de outras cidades. Essas associações eram destinadas à proteção dos comerciantes e a defender seus interesses. 
No apogeu a Hansa Teutônica contava com cerca de 90 cidades do mar do Norte e do mar Báltico, entre elas: Amsterdã, Bergen, Bordeaux, Bruges, Colônia, Cracóvia, Groningen, Hildesheim, Londres, Nantes, Novgorod, Praga, Reval (Tallinn), Riga, Rostock, Stralsund, Toruń, Varsóvia, Veneza, Wismar. Associam-se a liga igualmente estados importantes, como o dos Cavaleiros Teutônicos. Sem dúvida foi a mais poderosa das associações.
A liga foi então dividida em 4 seções, presididas por Lubeque, Colônia, Brunswick e Danzig. A Hansetag (assembleia geral das cidades que se reunia a cada 3 anos, em Lubeque) tinha apenas um papel consultivo, dado que a aplicação de suas decisões era deixada a cargo de cada cidade (que devia contudo fornecer sua contribuição militar e financeira à Hansa). Conseguiu a Hansa vitórias importantes frente ao reino da Noruega, e a seguir contra o Reino da Dinamarca. Apesar disso permanece como uma associação política onde as cidades gozam de grande autonomia.
Esta estrutura seria desmontada pelo Tratado de Vestfália (1648), que define o conceito de Estado-nação. No século XVIII o governo hanseático subsiste apenas em Lubeque, Hamburgo e Bremen. Entretanto, ainda hoje as cidades livres de Hamburgo e Bremen referem-se a si mesmas como vilas hanseáticas.

## Lista das cidades hanseáticas

### Membros da Liga Hanseática

#### Círculo Sórbio e Pomerano
- Lübeck (Cidade líder)
- Hamburgo
- Lüneburgo
- Wismar
- Rostock
- Stralsund
- Estetino (de: Stettin; pl: Szczecin)
- Stargard

#### Círculo Saxônico, Turíngia e Brandeburgo
- Braunschweig (Cidade Chefe)
- Berlim
- Bremen
- Erfurt
- Francoforte do Óder
- Goslar
- Hildesheim
- Magdeburgo (Cidade Chefe)

#### Círculo da Suécia, Polônia, Prússia, e Livónia
- Danzig (Gdansk, Cidade líder)
- Breslau (Wroclaw)
- Dorpat (Tartu)
- Elbing (Elbląg)
- Konisberga (Kaliningrad)
- Reval (Tallinn)
- Riga
- Estocolmo
- Thorn (Torun)
- Visby
- Cracóvia

#### Círculo dos Países Baixos, Reno, Vestfália
- Colónia (Cidade líder)
- Roermond
- Deventer
- Dortmund
- Groninga
- Kampen
- Osnabrück
- Soest

### Casas de Condes

#### KontorePrincipal
- Bergen
- Bruges
- Londres
- Novgorod

#### KontoreSubsidiário
- Antuérpia
- Boston
- Damme
- Edimburgo
- Hull
- Ipswich
- King's Lynn
- Kovno (Kaunas)
- Newcastle
- Polotsk
- Pskov
- Great Yarmouth
- York

### Outras cidades com uma comunidade hanseática
- Anklam
- Arnhem
- Bolsward
- Brandemburgo
- Cesis (Wenden)
- Chelmno
- Cracóvia
- Doesburg
- Duisburg
- Einbeck
- Gotinga
- Greifswald
- Halle
- Harlingen
- Hanôver
- Herford
- Hildesheim
- Hindeloopen
- Kalmar
- Kuldiga (Goldingen)
- Lisboa
- Merseburg
- Minden
- Münster
- Narva
- Nimegue
- Paderborn
- Pärnu (Pernau)
- Perleberg
- Quedlimburgo
- Salzwedel
- Smolensk
- Stargard
- Stendal
- Turku (Åbo)
- Tver
- Valmiera (Wolmar)
- Ventspils (Windau)
- Viljandi (Fellin)
- Wesel
- Zutphen
- Zwolle